# اترآباد
اترآباد، روستایی است از توابع بخش مرکزی شهرستان قوچان در استان خراسان رضوی ایران. این روستا زادگاه عباسقلی رنجبر نوازنده سرشناس دوتار است.

## جمعیت
این روستا در دهستان قوچان عتیق قرار داشته و براساس سرشماری سال ۱۳۸۵جمعیت آن ۶۲۳ نفر (۱۷۹ خانوار) بوده‌است.
فعالیت اصلی ساکنین کشاورزی و دامداری می‌باشد.
گویش مردم روستا فارسی، ترکی و کردی می‌باشد.
مردم این روستا در قدیم از منابع آبی فراوانی از جمله: رودخانه فصلی که از کنار روستا می‌گذرد و همچنین چشمه ای به نام «گرماب» بهره می‌بردند که در حال حاضر به دلیل خشکسالی‌های اخیر کشاورزی روستا در وضعیت نامطلوبی قرار دارد که باعث مهاجرت جوانان به شهرهای قوچان و مشهد شده‌است.
مردم روستا اکثراً کشاورز و دامدار هستند که محصولات باغی آنها انگور و گندم و جو دیمه می‌باشد.